# Équipe de France de rugby à XV à la Coupe du monde 2011
L'équipe de France de rugby à XV participe à la Coupe du monde de rugby à XV 2011, sa septième participation en autant d'éditions.
Le XV de France s'incline 8 à 7 en finale face aux All Blacks avec le score le plus serré à ce jour.

## Les sélectionnés
La liste des joueurs est dévoilée le 11 mai 2011. Deux grosses surprises : Raphaël Lakafia est préféré à Sébastien Chabal et Fabrice Estebanez l'est de même à Yannick Jauzion. À noter aussi l'absence de Clément Poitrenaud. Blessés, Thomas Domingo, Fabien Barcella et Aurélien Rougerie gardent la confiance des sélectionneurs.

### Liste originelle

#### Arrières
- Maxime Médard
- Damien Traille
- Vincent Clerc
- Cédric Heymans
- Yoann Huget (finalement exclu, voir ci-après : Stage de préparation)
- Alexis Palisson
- Fabrice Estebanez
- David Marty
- Maxime Mermoz
- Aurélien Rougerie
- David Skrela
- François Trinh-Duc
- Morgan Parra
- Dimitri Yachvili

#### Avants
- Julien Bonnaire
- Thierry Dusautoir
- Imanol Harinordoquy
- Raphaël Lakafia
- Fulgence Ouedraogo
- Louis Picamoles
- Romain Millo-Chluski
- Lionel Nallet
- Pascal Papé
- Julien Pierre
- William Servat
- Dimitri Szarzewski
- Fabien Barcella
- Thomas Domingo
- Luc Ducalcon
- Sylvain Marconnet
- Nicolas Mas
- Jean-Baptiste Poux

### Liste définitive des 31
Le 21 août, Marc Lièvremont annonce la liste définitive des 31 joueurs sélectionnés pour la Coupe du monde. Deux joueurs sont écartés : Thomas Domingo et Sylvain Marconnet (deuxième fois d'affilée pour ce dernier après sa blessure en 2007).

#### Les avants(17)
| Joueur                        | Poste           | Club                      |
| ----------------------------- | --------------- | ------------------------- |
| Nicolas Mas                   | Pilier          | USA Perpignan             |
| Fabien Barcella               | Pilier          | Biarritz olympique        |
| Jean-Baptiste Poux            | Pilier          | Stade toulousain          |
| Luc Ducalcon                  | Pilier          | Castres olympique         |
| William Servat                | Talonneur       | Stade toulousain          |
| Guilhem Guirado               | Talonneur       | USA Perpignan             |
| Dimitri Szarzewski            | Talonneur       | Stade français Paris      |
| Pascal Papé                   | Deuxième ligne  | Stade français Paris      |
| Lionel Nallet                 | Deuxième ligne  | Racing Métro 92           |
| Julien Pierre                 | Deuxième ligne  | ASM Clermont              |
| Romain Millo-Chluski          | Deuxième ligne  | Stade toulousain          |
| Fulgence Ouedraogo            | Troisième ligne | Montpellier Hérault rugby |
| Julien Bonnaire               | Troisième ligne | ASM Clermont              |
| Thierry Dusautoir (capitaine) | Troisième ligne | Stade toulousain          |
| Louis Picamoles               | Troisième ligne | Stade toulousain          |
| Imanol Harinordoquy           | Troisième ligne | Biarritz olympique        |
| Raphaël Lakafia               | Troisième ligne | Biarritz olympique        |

#### Les arrières(14)
| Joueur             | Poste               | Club                      |
| ------------------ | ------------------- | ------------------------- |
| Dimitri Yachvili   | Demi de mêlée       | Biarritz olympique        |
| Morgan Parra       | Demi de mêlée       | ASM Clermont              |
| François Trinh-Duc | Demi d'ouverture    | Montpellier Hérault rugby |
| David Skrela       | Demi d'ouverture    | ASM Clermont              |
| Jean-Marc Doussain | Demi d'ouverture    | Stade toulousain          |
| Fabrice Estebanez  | Trois-quarts centre | Racing Métro 92           |
| David Marty        | Trois-quarts centre | USA Perpignan             |
| Maxime Mermoz      | Trois-quarts centre | USA Perpignan             |
| Aurélien Rougerie  | Trois-quarts centre | ASM Clermont              |
| Vincent Clerc      | Ailier              | Stade toulousain          |
| Alexis Palisson    | Ailier              | Rugby club toulonnais     |
| Cédric Heymans     | Ailier              | Aviron bayonnais          |
| Maxime Médard      | Arrière             | Stade toulousain          |
| Damien Traille     | Arrière             | Biarritz olympique        |

## Stage de préparation
Si la Coupe du monde débute le 9 septembre, les tricolores sont réunis depuis le 28 juin 2011 pour une période de préparation intense au Centre national du rugby de Linas-Marcoussis. Le XV de France se déplace pour un stage d'une semaine à Saint-Laurent-de-Cerdans au domaine de Falgos puis enchaîne un nouveau stage d'une semaine au Chambon-sur-Lignon. Le 4 août, Yoann Huget est exclu pour manquement à trois contrôles antidopage.
Pendant le stage s'effectueront deux matches de préparation contre l'Irlande le 13 août à Bordeaux et le 20 août à Dublin.
| 13 août 2011 20h45 CET | France                                                                                                 | 19 – 12 (13-3) | Irlande                                     | Stade Jacques-Chaban-Delmas, Bordeaux 32 653 spectateurs Arbitre : Steve Walsh |
| 13 août 2011 20h45 CET | Essai(s) : Clerc (17e) Transformation(s) : Yachvili (18e) Pénalité(s) : Yachvili 4 (3e, 27e, 66e, 70e) |                | Pénalité(s) : O'Gara 4 (38e, 47e, 52e, 58e) | Stade Jacques-Chaban-Delmas, Bordeaux 32 653 spectateurs Arbitre : Steve Walsh |
| 13 août 2011 20h45 CET | |                |                                             | Stade Jacques-Chaban-Delmas, Bordeaux 32 653 spectateurs Arbitre : Steve Walsh |

| 20 août 2011 17h00 WET | Irlande | 22 - 26 (8-16) | France | Aviva Stadium, Dublin Arbitre : Craig Joubert |
| 20 août 2011 17h00 WET | Essai(s) : Healy (9e), Sexton (73e), O'Brien (81e) Transformation(s) : O'Gara 2 (75e, 82e) Pénalité(s) : Sexton (3e) |                | Essai(s) : Heymans (30e), Trinh-Duc (48e) Transformation(s) : Parra 2 (31e, 49e) Pénalité(s) : Parra 3 (26e, 39e, 44e) Drop(s) : Trinh-Duc (28e) | Aviva Stadium, Dublin Arbitre : Craig Joubert |
| 20 août 2011 17h00 WET | |                | | Aviva Stadium, Dublin Arbitre : Craig Joubert |

## La Coupe du monde
La France dispute quatre matches qualificatifs dans la poule A.

### Matches de poule

#### Match 1: France - Japon

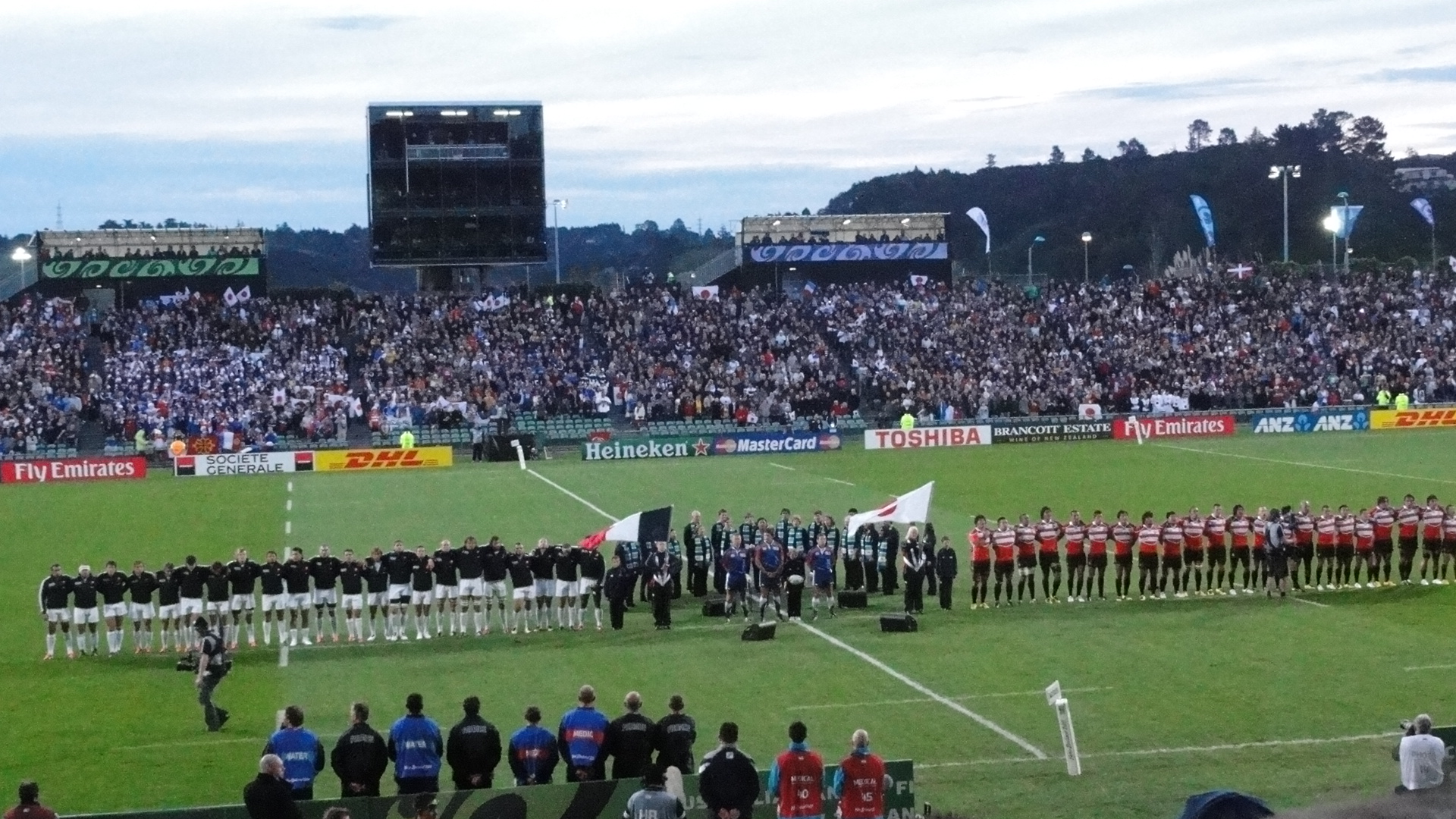
Hymnes au début de la rencontre

La France entre dans la compétition en s'imposant face aux joueurs du pays du Soleil levant. Les Bleus entament la partie et monopolisent la possession du ballon. À la 4e, Maxime Médard perce à hauteur des 22 mètres et reçoit le soutien de Nicolas Mas puis de Raphaël Lakafia qui sur sa lancée trouve Dimitri Yachvili à cinq mètres de la ligne. Ce dernier passe par le sol et le ballon est récupéré par Julien Pierre qui perce et aplatit pour le premier essai de la rencontre. À la 11e Arlidge, à hauteur de la ligne des 22 mètres français, part petit côté et tente une passe sur Koji Taira. Trinh-Duc intercepte le ballon et file sur cinquante mètres pour aplatir entre les perches nippones (14-0). À la 30e on assiste au sursaut japonais symbolisé par une pénalité tapée en touche. Le ballon est gagné et le maul se structure. Le ballon sort pour Arlidge qui tente un coup de pied à suivre. Il est contré par Trinh-Duc. Mais le contre est favorable et le ballon revient dans les mains de l'ouvreur japonais qui peut aplatir (20-8). À la 34e les trois-quarts français ouvrent grand côté. Cédric Heymans s'intercale, passe les bras et trouve Aurélien Rougerie qui fixe la défense japonaise et transmet à Vincent Clerc qui aplatit en coin (25-8).
La seconde mi-temps redémarre et les Français balbutient leur rugby. À la 49e l'indiscipline des Bleus continue et les Japonais jouent rapidement leurs pénalités. Le demi de mêlée Fumiaki Tanaka s'infiltre au milieu des avants, trouve Arlidge qui évite trois plaquages pour aller à l'essai (25-18). Les Bleus sont privés de ballon par les Japonais et ne parviennent pas à inscrire le moindre point jusqu'à la 70e lorsque les avants Bleus s'avancent près de la ligne japonaise. Sur le regroupement, Yachvili transmet rapidement le ballon à Clerc qui fixe et donne pour Nallet, en position d'ailier, qui n'a plus qu'à aplatir le ballon (35-21). À la 77e, Morgan Parra, derrière le pack, transmet le ballon à Heymans qui accélère le long de la ligne. L'arrière trouve du soutien et, après une série de passes, David Marty est servi, reprend l'extérieur, transmet le ballon en chistera à Pascal Papé qui marque (42-21). À la 80e, Rougerie traverse la défense nippone avant de fixer le dernier défenseur et offrir le dernier essai à Parra en bout de ligne (47-21). Les Bleus s'imposent  et obtiennent le point du bonus offensif. James Arlidge qui a marqué les 21 points de son équipe est élu homme du match.
| 10 septembre 2011 18h00 UTC+12 | France | 47 – 21 (25 - 11) | Japon | North Harbour Stadium, North Shore City 28 569 spectateurs Arbitre : Steve Walsh |
| 10 septembre 2011 18h00 UTC+12 | Essai(s) : Pierre (5e), Trinh-Duc (13e), Clerc (33e), Nallet (71e), Papé (78e), Parra (80e) Transformation(s) : Yachvili 4 (5e, 13e, 72e, 78e) Pénalité(s) : Yachvili 3 (21e, 28e, 68e) |                   | Essai(s) : Arlidge 2 (30e, 49e) Transformation(s) : Arlidge (49e) Pénalité(s) : Arlidge 3 (17e, 39e, 58e) | North Harbour Stadium, North Shore City 28 569 spectateurs Arbitre : Steve Walsh |
| 10 septembre 2011 18h00 UTC+12 | |                   | | North Harbour Stadium, North Shore City 28 569 spectateurs Arbitre : Steve Walsh |

#### Match 2: France - Canada
Cette confrontation s'est jouée dans des conditions météorologiques défavorables avec de la pluie et du vent. En fin de match, les Français profitent du manque de fraîcheur de leurs adversaires pour marquer trois essais, ce qui leur permet de porter leur total du match à quatre et ainsi d'empocher le point de bonus offensif.
| 18 septembre 2011 20h30 UTC+12 | France | 46 – 19 (19–10) | Canada | McLean Park, Napier 14 230 spectateurs Arbitre : Craig Joubert |
| 18 septembre 2011 20h30 UTC+12 | Essai(s) : Clerc 3 (4e, 78e, 82e), Traille (64e) Transformation(s) : Parra 4 (5e, 65e, 79e, 83e) Pénalité(s) : Parra 5 (16e, 36e, 38e, 40e, 48e) Drop(s) : Trinh-Duc (56e) |                 | Essai(s) : Smith (7e) Transformation(s) : Pritchard (7e) Pénalité(s) : Pritchard 2 (2e, 59e) Drop(s) : Monro 2 (44e, 49e) | McLean Park, Napier 14 230 spectateurs Arbitre : Craig Joubert |
| 18 septembre 2011 20h30 UTC+12 | |                 | | McLean Park, Napier 14 230 spectateurs Arbitre : Craig Joubert |

#### Match 3: Nouvelle-Zélande - France
La Nouvelle-Zélande sort vainqueur 37 à 17 de ce match qui l'oppose au XV de France à l'Eden Park d'Auckland. Malgré deux essais signés Maxime Mermoz puis François Trinh-Duc, les Bleus font trop d'erreurs pour espérer inquiéter les All Blacks, qui sont assurés de terminer premiers du groupe.
| 24 septembre 2011 20h30 UTC+12 | Nouvelle-Zélande | 37 – 17 (19–3) | France | Eden Park, Auckland 60 856 spectateurs Arbitre : Alain Rolland |
| 24 septembre 2011 20h30 UTC+12 | Essai(s) : Thomson (11e), Jane (18e), Dagg 2 (23e, 42e), S.B.Williams (77e) Transformation(s) : Carter 3 (19e, 24e, 43e) Pénalité(s) : Carter (48e) Drop(s) : Carter (63e) |                | Essai(s) : Mermoz (55e), Trinh-Duc (75e) Transformation(s) : Yachvili 2 (56e, 76e) Pénalité(s) : Yachvili (40e) | Eden Park, Auckland 60 856 spectateurs Arbitre : Alain Rolland |
| 24 septembre 2011 20h30 UTC+12 | |                | | Eden Park, Auckland 60 856 spectateurs Arbitre : Alain Rolland |

#### Match 4: France - Tonga

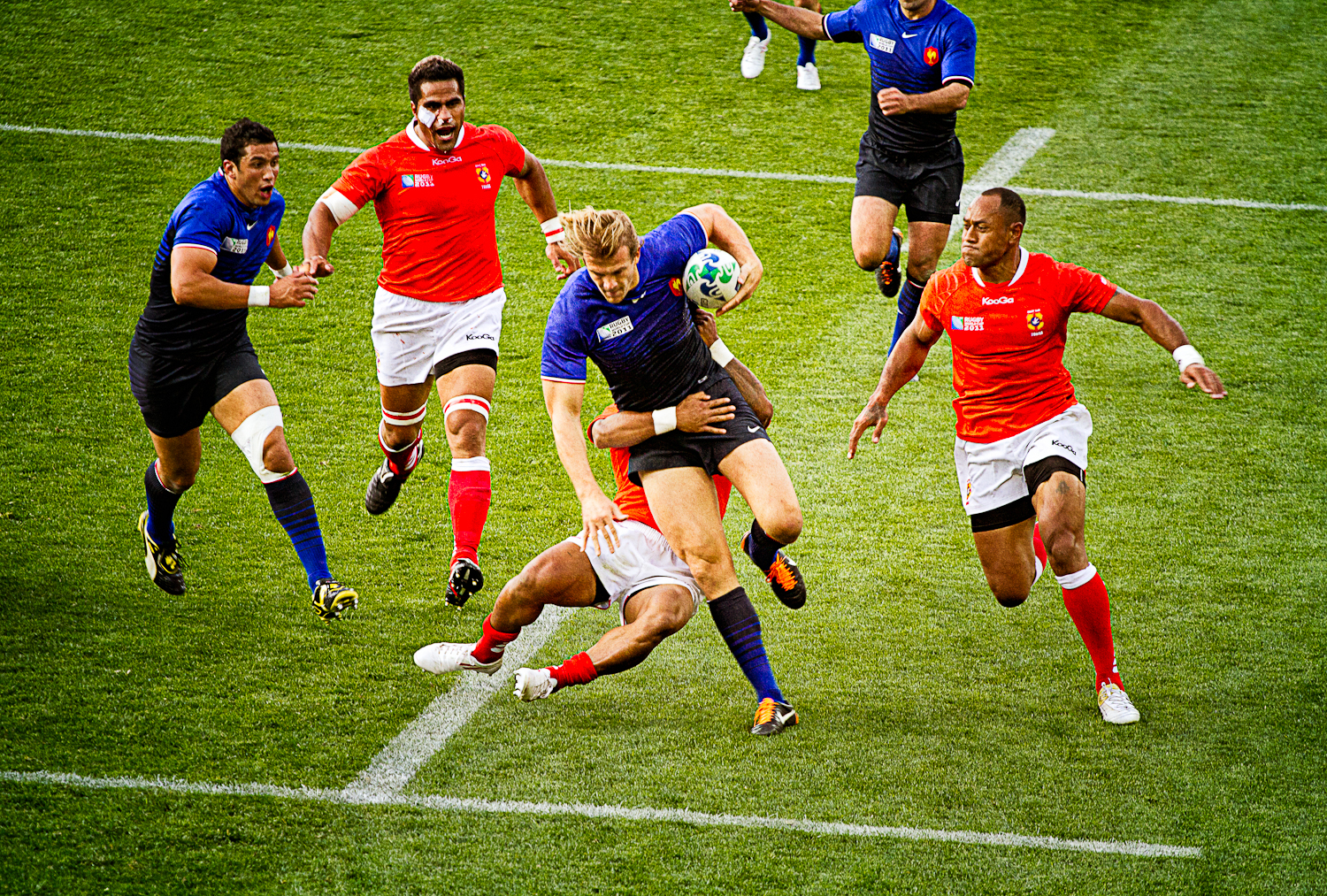
France - Tonga en octobre 2011.

La France a souffert face à une équipe des Tonga accrocheuse et s'incline sur le score de 19 à 14. Il s'agit d'une des plus grosses surprises en Coupe du monde. Les Français, privés de punch et d'idées, ont cumulé les pertes de balle, les fautes et fait preuve de manque d'engagement tandis que les Tongiens ont fait usage de leur puissance physique, en remportant les duels et en avançant régulièrement. L'essai de Vincent Clerc, à la dernière minute, ne change rien.
| 1er octobre 2011 18 h 00 UTC+13 | France                                                                                               | 14 – 19 (6–13) | Tonga | Westpac Stadium, Wellington 32 763 spectateurs Arbitre : Steve Walsh |
| 1er octobre 2011 18 h 00 UTC+13 | Essai(s) : Clerc (80e) Pénalité(s) : Yachvili 3 (1re, 23e, 49e) Carton(s) jaune(s) : Estebanez (64e) |                | Essai(s) : Hufanga (26e) Transformation(s) : Morath (28e) Pénalité(s) : Morath 4 (6e, 35e, 66e, 72e) Carton(s) jaune(s) : Hufanga (38e) | Westpac Stadium, Wellington 32 763 spectateurs Arbitre : Steve Walsh |
| 1er octobre 2011 18 h 00 UTC+13 | |                | | Westpac Stadium, Wellington 32 763 spectateurs Arbitre : Steve Walsh |

### Matches à élimination directe

#### Quart de finale: Angleterre - France
Méconnaissable face aux Tonga (14-19) lors de l'ultime levée de la phase de poules de la Coupe du monde néo-zélandaise, l'équipe de France réalise un bon match en quart de finale face à l'Angleterre qu'elle domine 19 à 12 à l'Eden Park d'Auckland. Défaits par le XV de la Rose lors des éditions 1991, 2003 et 2007, les Français mettent fin à ces défaites et rallient le dernier carré où ils retrouvent le pays de Galles, vainqueur de l'Irlande sur le score de 22 à 10 un peu plus tôt dans la journée.
| 8 octobre 20 h 30 UTC+13 | Angleterre                                                              | 12 - 19 (0-16) | France                                                                                             | Eden Park, Auckland 49 105 spectateurs Arbitre : Steve Walsh |
| 8 octobre 20 h 30 UTC+13 | Essai(s) : Foden (55e), Cueto (76e) Transformation(s) : Wilkinson (56e) |                | Essai(s) : Clerc (22e), Médard (31e) Pénalité(s) : Yachvili 2 (11e, 16e) Drop(s) : Trinh-Duc (73e) | Eden Park, Auckland 49 105 spectateurs Arbitre : Steve Walsh |
| 8 octobre 20 h 30 UTC+13 |                                                                         |                | | Eden Park, Auckland 49 105 spectateurs Arbitre : Steve Walsh |

#### Demi-finale: Galles - France
Le capitaine du pays de Galles Sam Warburton reçoit un carton rouge à la 18e minute pour un plaquage cathédrale sur Vincent Clerc. Les Diables Rouges terminent le match à quatorze. C'est le deuxième carton rouge gallois concédé en deux demi-finales de Coupe du monde. En 1987, face aux All Blacks, le deuxième ligne gallois Huw Richards écopa du tout premier carton rouge de  la compétition.
Les Français, fébriles et dominés dans les vingt dernières minutes, s’appuient sur de bonnes défense et discipline pour arracher de justesse leur qualification à l'issue de près de deux minutes de temps additionnel. Les Gallois perdent leur pilier droit Adam Jones (75e sélection) sorti sur blessure tôt dans le match. Outre l'expulsion de Warburton et la blessure d'Adam Jones, le XV du Poireau est également peu en réussite au pied avec un poteau et un ballon rasant. Avec une seule pénalité passée sur cinq tentées et un drop manqué, les Gallois perdent des points, ce qui n'est pas le cas des Français avec Morgan Parra qui réalise un 100 % aux pénalités, malgré deux tentatives de drops manquées. La touche française est performante avec cinq ballons gagnés sur lancers adverses.
En seconde mi-temps, le jeu est basé essentiellement sur des chandelles et du jeu au pied d'occupation. Les Gallois marquent l'unique essai du match à la 58e par Phillips qui perce la défense française après plusieurs temps de jeu. Stephen Jones manque la transformation, ce qui laisse les Gallois à un point derrière les Bleus (8-9). À la 75e à la suite d'une faute de Nicolas Mas, les Gallois obtiennent une pénalité à 50 mètres des poteaux français, Leigh Halfpenny la tente, alors que le ballon semblait avoir la précision, il passe malheureusement  sous la barre transversale. Le score n'evoluera plus par la suite, les bleus resistant sans commettre de fautes jusqu'à un en avant gallois à la 82e qui conduira les bleus en finale.
| 15 octobre 21 h 00 UTC+13 | Pays de Galles                                                                         | 8 – 9 (3–6) | France                                | Eden Park, Auckland 58 629 spectateurs Arbitre : Alain Rolland |
| 15 octobre 21 h 00 UTC+13 | Essai(s) : Phillips (59e) Pénalité(s) : Hook (8e) Carton(s) rouge(s) : Warburton (19e) |             | Pénalité(s) : Parra 3 (22e, 35e, 51e) | Eden Park, Auckland 58 629 spectateurs Arbitre : Alain Rolland |
| 15 octobre 21 h 00 UTC+13 |                                                                                        |             |                                       | Eden Park, Auckland 58 629 spectateurs Arbitre : Alain Rolland |

#### Finale: France - Nouvelle-Zélande
D'emblée, les Français mettent la pression aux All Blacks. Dans les trois premières minutes, ils offrent une séquence de 12 temps de jeu. Par la suite, les débats s'équilibrent mais le match reste d'une rare intensité, les joueurs faisant preuve d'un fort engagement. Si bien que Morgan Parra doit sortir sur saignement, remplacé par François Trinh-Duc (12e). Durant le premier quart d'heure, les Néo-Zélandais ont donc de quoi douter mais à la 15e minute, sur un alignement en touche à cinq mètres de la ligne française, une combinaison entre Jerome Kaino et Tony Woodcock amène ce dernier à inscrire le premier essai de la partie. Piri Weepu rate cependant la transformation. Les All Blacks prennent le score et dominent dès lors les débats. Ainsi, après le retour de Parra (18e), les Bleus sont pénalisés en mêlée (19e). Puis, à la 23e minute, Parra, tout juste rentré, subit un nouveau tampon. Victime de ce qui s’avérera être une fracture du plancher orbitaire droit, il cède définitivement sa place à Trinh-duc, qui n'a plus été titulaire depuis plus d'un mois, un nouveau coup dur pour l'équipe de France qui concède alors cinq pénalités au sol. Sur les six pénalités concédées aux Néo-Zélandais durant cette mi-temps, deux auront été tentées directement. La France bénéficie du manque de réussite de Weepu qui n'en passe aucune. Les quatre autres servent à investir le camp français mais les Bleus résistent bien aux assauts néo-zélandais. Le combat est toujours aussi intense et c'est au tour des All Blacks de perdre leur ouvreur Aaron Cruden, touché au genou droit et remplacé par Stephen Donald. Le score reste de 0 à 5 à la mi-temps.
Le début de deuxième période est également dominé par les All Blacks. À la 45e minute, une faute française au sol offre une nouvelle pénalité aux locaux. Weepu ayant raté ses trois tentatives, Donald s'en charge, avec succès (0-8). Les Bleus perdent ensuite leur ailier Vincent Clerc (46e). Maxime Médard prend sa place à l'aile et Damien Traille entre à l'arrière. La domination néo-zélandaise s’accroît encore et les Français concèdent quatre nouvelles pénalités en dix minutes : les All Blacks campent dans la moitié de terrain française. Cependant, les Bleus compensent leur indiscipline par leur engagement, à l'image de leur capitaine Thierry Dusautoir qui administre 21 placages. Sur un temps fort des Bleus, ce dernier est bien décalé par Aurélien Rougerie et inscrit un essai sous les poteaux à la 57e, transformé par Trinh-Duc (7-8). Cet essai semble faire douter les joueurs All Blacks, à l'image de Weepu qui rate le coup de pied de renvoi en l'envoyant directement en touche. Les Néo-Zélandais connaissent alors une période stérile. Mais cela n'atténue pas leur domination pour autant. Trois minutes plus tard, les Français sont à nouveau pénalisés en mêlée et les All Blacks reviennent dans le camp adverse.
Finalement, la Nouvelle-Zélande s'impose 8 à 7 au terme d'un match âprement disputé où les décisions du corps arbitral pourraient avoir pesé.
| 23 octobre 21 h 00 UTC+13 | France                                                         | 7 – 8 (0–5) | Nouvelle-Zélande                                     | Eden Park, Auckland 61 079 spectateurs Arbitre : Craig Joubert |
| 23 octobre 21 h 00 UTC+13 | Essai(s) : Dusautoir (47e) Transformation(s) : Trinh-Duc (49e) |             | Essai(s) : Woodcock (15e) Pénalité(s) : Donald (46e) | Eden Park, Auckland 61 079 spectateurs Arbitre : Craig Joubert |
| 23 octobre 21 h 00 UTC+13 |                                                                |             |                                                      | Eden Park, Auckland 61 079 spectateurs Arbitre : Craig Joubert |